# The Way You Are (canção de Anti Social Media)
"The Way You Are" é uma canção da banda pop-rock dinamarquesa Anti Social Media. Esta canção irá representar a Dinamarca em Viena, Áustria no Festival Eurovisão da Canção 2015, na 1ª semi-final, no dia 19 de Maio de 2015.

## Videoclipe
O Videoclipe que acompanhou o lançamento de "The Way You Are" foi lançado no YouTube a 31 de Janeiro de 2015 com um total de 3 minutos e 19 segundos.

## Lista de posições

### Paradas semanais
| Chart (2015)          | Melhor posição |
| --------------------- | -------------- |
| Dinamarca (Hitlisten) | 38             |

## Histórico de lançamento
| Região    | Data                  | Formato          | Gravadora |
| --------- | --------------------- | ---------------- | --------- |
| Dinamarca | 26 de Janeiro de 2015 | Download digital | RE:A:CH   |

1. ↑  Granger, Anthony (7 de fevereiro de 2015). «Denmark: Anti Social Media Has Won». Eurovoix. Consultado em 7 de fevereiro de 2015
2. ↑  «Danishcharts.com – Anti Social Media – The Way You Are» (em inglês). Tracklisten.